# Jeanne Balibar
Jeanne Balibar (Paris, 13 de abril de 1968) é uma atriz e cantora francesa.
É filha do filósofo Étienne Balibar.
Em 2018 interpretou uma poeta francesa no filme polonês Zimna wojna de Paweł Pawlikowski.

## Cinema
- 2018 - Zimna wojna - Juliette